# Kaszabozetes botulus
Kaszabozetes botulus är en kvalsterart som först beskrevs av Sandór Mahunka 2000.  Kaszabozetes botulus ingår i släktet Kaszabozetes och familjen Microzetidae. Inga underarter finns listade i Catalogue of Life.